# Square Trudaine
Square Trudaine är en återvändsgata i Quartier de Rochechouart i Paris nionde arrondissement. Gatan är uppkallad efter den franske köpmannen Charles Trudaine de Montigny (1660–1721). Square Trudaine börjar vid Rue des Martyrs 52.

## Omgivningar
- Notre-Dame-de-Lorette
- Rue des Martyrs
- Rue Alfred-Stevens
- Cité Malesherbes

## Bilder
| - Gatuskylt. - Notre-Dame-de-Lorette. - Boulevard de Rochechouart. |

## Kommunikationer
- Tunnelbana – linje  – Anvers
- Tunnelbana – linjerna   – Pigalle
- Busshållplats Navarin – Paris bussnät

### Webbkällor
- ”Square Trudaine”. Mairie de Paris. https://web.archive.org/web/20160303205130/http://www.v2asp.paris.fr/commun/v2asp/v2/nomenclature_voies/Voieactu/9475.nom.htm. Läst 25 november 2023.
- ”Square Trudaine (9ème arrondissement)”. Les rues de Paris. https://web.archive.org/web/20160406082159/http://www.parisrues.com/rues09/paris-09-square-trudaine.html. Läst 25 november 2023.